# Elecciones municipales de 2019 en Villamanrique de Tajo
Las elecciones municipales de 2019 se celebraron en Villamanrique de Tajo el domingo 26 de mayo, de acuerdo con el Real Decreto de convocatoria de elecciones locales en España dispuesto el 1 de abril de 2019 y publicado en el Boletín Oficial del Estado el día 2 de abril. Se eligieron los 7 concejales del pleno del Ayuntamiento de Villamanrique de Tajo, a través de un sistema proporcional (método d'Hondt), con listas cerradas y un umbral electoral del 5 %.

## Candidaturas
En abril de 2019 se publicaron 2 candidaturas, el PSOE con José Ángel Isla Torres en cabeza y el PP con Antonia Ayuso García a la cabeza.

## Resultados
Tras las elecciones, el Partido Popular se alzó vencedor de las elecciones con mayoría absoluta al conseguir 5 escaños, uno más que en la anterior legislatura y PSOE perdió uno, pasando a 2 concejales.
| Candidatura     | Candidatura                              | Votos | %                                       | Escaños                                 |
| --------------- | ---------------------------------------- | ----- | --------------------------------------- | --------------------------------------- |
|                 | Partido Popular (PP)                     | 273   | 64,78                                   | 5                                       |
|                 | Partido Socialista Obrero Español (PSOE) | 130   | 31,33                                   | 2                                       |
| Votos en blanco | Votos en blanco                          | 12    | 2,12                                    | n/a                                     |
| Votos válidos   | Votos válidos                            | 403   | 100,00                                  | 7                                       |
| Votos nulos     | Votos nulos                              | 9     | Participación: · \| \| 77,09 % \| 1.02% | Participación: · \| \| 77,09 % \| 1.02% |
| Votantes        | Votantes                                 | 424   | Participación: · \| \| 77,09 % \| 1.02% | Participación: · \| \| 77,09 % \| 1.02% |
| Electores       | Electores                                | 550   | Participación: · \| \| 77,09 % \| 1.02% | Participación: · \| \| 77,09 % \| 1.02% |
|                 | 77,09 %                                  |       |                                         |                                         |

## Concejales electos
| N.º | Nombre                               | Lista | Lista |
| --- | ------------------------------------ | ----- | ----- |
| 1   | Antonia Ayuso García                 |       | PP    |
| 2   | Josefa María Valverde Manso          |       | PP    |
| 3   | José Ángel Isla Torres               |       | PSOE  |
| 4   | Francisco Javier Gurpegui Manzanares |       | PP    |
| 5   | Mario Tártalo Martínez               |       | PP    |
| 6   | Tamara Martínez Fructuoso            |       | PSOE  |
| 7   | Elena Diego Maza                     |       | PP    |